# كيم رووي
كيم رووي (بالإنجليزية: Kim Rowe) هو عداء سريع جامايكي، ولد في 17 ديسمبر 1952.

## وصلات خارجية
- كيم رووي على موقع أوليمبيديا (الإنجليزية)
- كيم رووي على موقع اتحاد ألعاب الكومنولث (مؤرشف) (الإنجليزية)